# ماهودا
ماهودا (به انگلیسی: Mahudha) یک منطقهٔ مسکونی در هند است که در بخش کهیدا واقع شده‌است. ماهودا ۱۵٬۷۸۰ نفر جمعیت دارد و ۳۷ متر بالاتر از سطح دریا واقع شده‌است.